# Heinz von Cleve
Heinz von Cleve est un acteur allemand né le 27 juin 1897 à Schwedt-sur-Oder au Brandebourg et décédé le 9 octobre 1984 à Düsseldorf en Rhénanie-du-Nord-Westphalie.

## Filmographie

### Cinéma
- 1933 : Walzerkrieg : Albert de Saxe-Cobourg-Gotha
- 1933 : Abel et son harmonica : Hurry
- 1934 : Die Insel : Capitaine Rist
- 1935 : Sept dans un lycée : Hesse l'assesseur
- 1935 : Les Cent Jours de Napoléon : Oberst Collet
- 1935 : Liselotte von der Pfalz : Roland de Saint-Cour
- 1935 : Leichte Kavallerie : Stallburschen Geza von Rakos
- 1935 : Viktoria : Otto
- 1936 : Der Favorit der Kaiserin : Prinz von Gottorp Vetter der Zarin
- 1937 : La Chevauchée de la liberté : Saganoff
- 1937 : Ball im Metropol : Eberhard von Waltzien
- 1937 : Un ennemi du peuple : rédacteur Hofstetten
- 1937 : Der Biberpelz : Dr Fleischer
- 1938 : Der Kapland-Diamant
- 1938 : Kleines Intermezzo : Giovanni Battista Pergolese
- 1939 : War es der im 3. Stock? : Weinhold le commissaire
- 1939 : Maria Ilona : Major von Meszaros
- 1939 : Verdacht auf Ursula : Pferdezüchter von Tweel

### Télévision
- 1958 : Viel Lärm um Nichts : Leonato, gouverneur de Messine
- 1960 : Aufischtsratsitzung : Dr Hecht
- 1960 : Keiner ist Wie der Andere : Juge Ennis
- 1961 : Das Bildnis des Dorian Grey
- 1961 : Küß mich Kätchen : Harrison Howell
- 1962 : Das Halstuch : Butler Eric (2 épisodes)
- 1964 : Die Truhe
- 1965 : Hofball für den Walzerkönig
- 1965 : Mutter Courage und Ihre Kinder : Eine Chronik aus dem Dreißigjährigen Krieg : Obrist
- 1972 : Dracula : Dr Seward